# 默克尔巴赫
默克尔巴赫是德国莱茵兰-普法尔茨州的一个市镇。总面积2.54平方公里，总人口422人，其中男性221人，女性201人（2011年12月31日），人口密度166人/平方公里。